# خيراردو تورادو
جيراردو تورادو دييز دي بونيلا (بالإسبانية: Gerardo Torrado Díez de Bonilla)‏ (مواليد 30 أبريل 1979 في مكسيكو) لاعب كرة قدم مكسيكي سابق .
سجل خمسة أهداف مع منتخب المكسيك على مدار مسيرته بينها هدف المكسيك الثاني والذي ضمن لها الفوز في مباراة الإكوادور في كأس العالم 2002، وهو قائد المنتخب في كأس العالم 2010.

## مسيرته الكروية
لعب خيراردو تورادو خلال مسيرته الاحترافية مع 7 أندية في اثنين وعشرين موسمًا وسجل خلالها 14 هدفًا ضمن 471 مباراة. حيث فاز في موسم واحد بالكأس ولم يفز بأي دوري.
خاض خيراردو تورادو مسيرته مع نادي أونيفرسيداد ناسيونال في موسم 1997–98 واستمر معه طيلة ثلاثة مواسم، مشاركًا في 40 مباراة سجل خلالها هدفًا واحدًا. ثم انتقل إلى نادي تينيريفي في موسم 2000–01 لمدة موسم واحد، حيث شارك في 36 مباراة سجل خلالها هدفًا واحدًا أيضًا. لينتقل بعدها إلى نادي إشبيلية في موسم 2001–02 واستمر معه طيلة ثلاثة مواسم، مشاركًا في 40 مباراة ولم يسجل أي هدف. ثم انتقل إلى نادي راسينغ سانتاندير في موسم 2004–05 لمدة موسم واحد، مشاركًا في 19 مباراة ولم يسجل أي هدف أيضًا. هذا وانتقل لاحقًا إلى نادي كروز آزول في موسم 2005–06 ليلعب معه أحد عشر موسمًا، مشاركًا في 285 مباراة سجل خلالها 10 أهداف. ثم انتقل بعدها إلى نادي إندي إليفن في عامي 2016-2018 ولمدة موسمين، مشاركًا في 39 مباراة سجل خلالها هدفين.

## روابط خارجية
- خيراردو تورادو على موقع الاتحاد الدولي (مؤرشف)  (الإنجليزية)
- خيراردو تورادو على موقع قاعدة بيانات كرة القدم.إي يو (الإنجليزية)
- خيراردو تورادو على موقع ناشيونال فوتبول تيمز (الإنجليزية)
- خيراردو تورادو على موقع Soccerway.com (الإنجليزية)
- خيراردو تورادو على موقع كووورة
- خيراردو تورادو على موقع AS.com (الإسبانية)